# Thoros d'Édesse
Thoros d'Édesse ou Thoros Edesatsi (en arménien Թորոս Եդեսացի) est un ancien curopalate byzantin lieutenant de Philaretos Brakhamios. 
En 1095, il élimine la garnison turque de la citadelle d'Édesse et se rend maître de la ville. 
Il résiste aux attaques seldjoukides, mais doit demander de l’aide aux croisés qui viennent de mettre le siège devant Antioche (1098). Baudouin de Boulogne, le frère de Godefroy de Bouillon, répond à son appel. Il s’impose petit à petit, menace de partir rejoindre les croisés et oblige Thoros à l’adopter comme successeur. Thoros trouve peu après (9 mars 1098) la mort au cours d’une émeute, peut-être avec la complicité de Baudouin, qui devient alors comte d’Édesse.